# Lazarevac

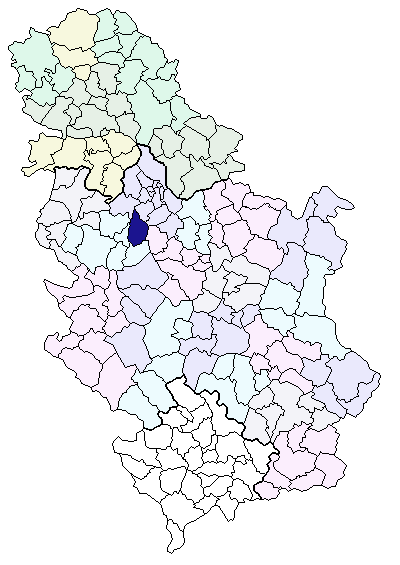
Läge i Serbien

Lazarevac (Лазаревац) är en liten stad, kommun och förort till Serbiens huvudstad Belgrad. Lazarevac är belägen 55 km från Belgrads centrum och brer ut sig på en yta av 284 km². Man kan ta sig dit med tåg eller den internationella vägen Ibarska magistrala. Staden är namngiven efter Lazar Hrebeljanović.
23 551 människor bor i den här lilla staden och 58 511 i hela kommunen. 

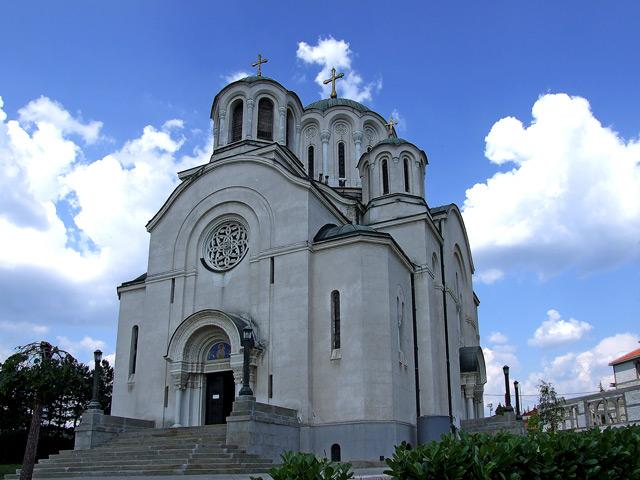
Ortodox kyrka i Lazarevac